# Sismo na Península de Noto de 2024
O Sismo na Península de Noto de 2024 (令和6年能登半島地震, Reiwa 6-nen Noto-hantō Jishin)  ocorreu na prefeitura de Ishikawa, Japão, às 16h10 do horário local (07h10 UTC) de 1º de janeiro de 2024. Foi um terremoto de magnitude 7,6 de acordo com a Agência Meteorológica do Japão (AMJ), e teve epicentro na Península de Noto (42 km a nordeste da cidade de Anamizu). A intensidade sísmica máxima registrada foi de 7, observada na cidade de Shika, distrito de Hakui, província de Ishikawa. Foi o maior terremoto a atingir Ishikawa desde 1885, e o maior a atingir o Japão continental desde o sismo e tsunami de Tōhoku em 2011.

## Configurações tectônicas
A Península de Noto fica na margem sudeste do Mar do Japão, que foi formada por riftings em arco traseiro relacionados à subducção da Placa do Pacífico abaixo da Placa Eurasiática ao longo da Fossa do Japão. Este processo começou durante o Mioceno Inferior, terminando no Mioceno Médio. No final do Plioceno o regime tectônico muda para compressão, provavelmente associado à colisão entre o Arco Izu-Bonin e Honshu. Isto levou à reativação das falhas rifte em sentido reverso, combinada com a inversão das bacias formadas por essas falhas. Atualmente o Japão está situado nas fronteiras convergentes entre o Pacífico, o Mar das Filipinas, as placas de Ocótsqui e Amur. Ao longo das costas leste e sudeste do arco insular, a subducção das placas marítimas do Pacífico e das Filipinas ocorre na Fossa do Japão e na Calha de Nankai, respectivamente. A costa oeste de Honshu, no limite com o Mar do Japão, é uma fronteira convergente com tendência norte-sul entre as placas Amuriana e Ocótsqui. Foi proposto que se trata de uma zona de subducção incipiente, consistindo em falhas de empuxo com mergulho para leste.
A fissura e a subsequente inversão criaram uma série de falhas ao longo da costa que têm o potencial de se moverem e causarem sismos, na faixa de 6,8–7,9 Mw, em muitos casos com tsunamis. Grandes terremotos e tsunamis ao longo desta fronteira ocorreram em 1741, 1833, 1940, 1964, 1983 e 1993, embora a origem do tsunami de 1741 permaneça aberta ao debate. Uma falha conhecida como F43 (na lista de 60 falhas avaliadas) atinge o fundo do mar logo ao norte da península de Noto com tendência WSW – ENE. Esta falha voltada para sudeste, que consiste em dois segmentos com um comprimento combinado de 94,2 km, foi considerada capaz de produzir um terremoto de 7,6 Mw. A ponta nordeste da Península de Noto está sujeita a um enxame de terremotos há três anos; o terremoto é o maior evento deste enxame até agora, superando um evento 6,3 Mw que ocorreu em maio de 2023. O terremoto foi o mais forte a atingir a região do Mar do Japão desde 1983 e o mais forte a atingir a península desde que os registros começaram em 1885.

## Sismo
A Agência Meteorológica do Japão (AMJ) registrou uma magnitude de 7,6. Foi o maior terremoto a atingir Ishikawa desde 1885, e o maior a atingir o Japão continental desde o sismo e tsunami de Tōhoku em 2011.
O mecanismo do choque principal correspondeu a falhas reversas rasas ao longo de um plano de tendência nordeste mergulhando para noroeste ou sudeste, ocorrendo ao longo do limite convergente entre a Placa de Ocótsqui e a Placa de Amur. Um tremor preliminar de magnitude 5,5 ocorreu quatro minutos antes do choque principal, enquanto um tremor secundário de magnitude 6,2 ocorreu nove minutos depois. Mais de 1 200 tremores secundários foram registrados em uma zona de 100 km (62 milhas). Pelo menos sete deles registraram uma magnitude de 5,0 e acima.
De acordo com um modelo de falha finita divulgado pelo USGS, a ruptura do terremoto estendeu-se por aproximadamente 200 km (120 milhas) do sudeste da Península de Noto até a Ilha de Sado ao longo de uma falha voltada para sudeste. As zonas de maior deslizamento ocorreram a nordeste e sudoeste do hipocentro. A última mancha produziu o maior deslocamento de 3,67 m (12 pés) abaixo da península. Outra zona de deslizamento ocorreu entre a península e a Ilha do Sado, produzindo até 1,86 m (6 pés) de deslizamento. A falha provavelmente rompeu-se em direção ao fundo do mar na península, enquanto pouco ou nenhum deslizamento foi observado no fundo do mar entre a península e a Ilha de Sado.

### Efeitos terrestres
A Autoridade de Informação Geoespacial do Japão disse que partes do país se moveram até 1,3 metros (4 ft 3 in) para oeste, com o deslocamento máximo observado em Wajima devido à deformação da crosta terrestre. Em Anamizu, o terreno mudou 1 metro (3 pés 3 pol) para oeste. No entanto, a agência disse que esse movimento poderia ser em declive ou movimento local no solo. A agência também acrescentou que movimentos crustais de 3 metros (9,8 pés) ocorreram no oeste de Wajima e 1 metro (3 pés 3 pol.) no norte de Suzu, embora a direção do movimento não tenha sido identificada.

### Intensidade
A Agência Meteorológica do Japão informou ter registado uma intensidade sísmica máxima de 7 (Shindo 7), o nível mais elevado na sua escala de intensidade sísmica, a primeira vez que um terramoto dessa intensidade foi observado no país desde 2018. A intensidade máxima foi reportada em Shika, província de Ishikawa. A intensidade 6+ foi registrada em Nanao, Wajima, Suzu e Anamizu. Intensidade 6– foi registrada em Nagaoka, na prefeitura de Niigata, e em Nakanoto e Noto em Ishikawa. O terremoto também foi sentido por residentes em Tóquio e em toda a região de Kanto e até a prefeitura de Aomori, no extremo norte de Honshu, até Kyushu, no sul do país. Um pico de aceleração do solo de 2 826 galões foi observado em Shika, próximo ao registrado durante o terremoto de Tohoku em 2011, que mediu 2 934 galões.
| Shindo | Prefeitura | Localização |
| ------ | ---------- | --- |
| 7      | Ishikawa   | Shika |
| 6+     | Ishikawa   | Nanao, Wajima, Suzu, Anamizu |
| 6-     | Ishikawa   | Nakanoto, Noto |
| 6-     | Niigata    | Nagaoka |
| 5+     | Ishikawa   | Hakui, Hōdatsushimizu, Kanazawa, Komatsu, Kaga, Kahoku, Nomi                                                                              |
| 5+     | Niigata    | Sanjo, Kashiwazaki, Mitsuke, Minamiuonuma, Kariwa, Itoigawa, Myōkō, Jōetsu, Chuo-ku, Minami-ku, Nishi-ku, Nishikan-ku, Tsubame, Aga, Sado |
| 5+     | Toyama     | Toyama, Funahashi, Takaoka, Himi, Oyabe, Nanto, Imizu                                                                                     |
| 5+     | Fukui      | Awara |
| 5-     | Ishikawa   | Hakusan, Tsubata, Uchinada |
| 5-     | Niigata    | Ojiya, Kamo, Tōkamachi, Izumozaki, Kita-ku, Higashi-ku, Kōnan-ku, Akiha-ku, Gosen, Agano                                                  |
| 5-     | Toyama     | Namerikawa, Kurobe, Kamiichi, Tateyama, Asahi, Tonami                                                                                     |
| 5-     | Fukui      | Fukui, Sakai |
| 5-     | Nagano     | Nagano, Shinano, Sakae |
| 5-     | Gifu       | Takayama, Hida |

### Movimento sísmico de longo período
A AMJ também informou que a região de Noto da província de Ishikawa registraram a maior intensidade possível de Movimento Sísmico de Longo Período (MSLP) de 4.
| Classe | Prefeitura | Localização                         |
| ------ | ---------- | ----------------------------------- |
| IV     | Ishikawa   | Região de Noto                      |
| III    | Ishikawa   | Região de Kaga                      |
| III    | Toyama     | Leste e Oeste de Toyama             |
| III    | Niigata    | Regiões de Jōetsu, Chūetsu e Kaetsu |
| III    | Nagano     | Centro de Nagano                    |

## Tsunami

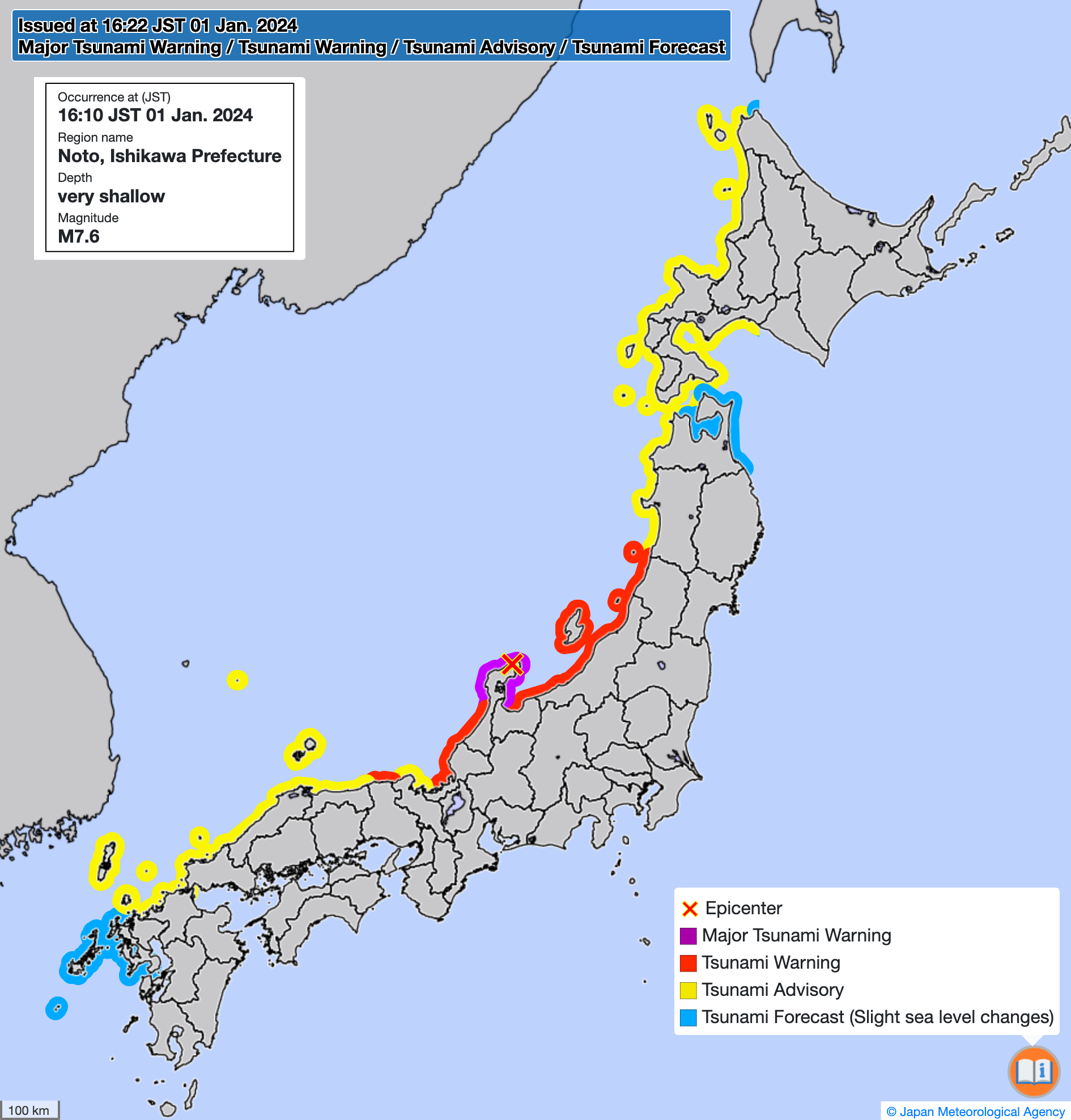
Mapa de alertas de tsunami emitido pela Agência Meteorológica do Japão em 1º de janeiro de 2024 16h22 JST

Grandes partes da costa oeste do Japão, de Hokkaido às prefeituras de Nagasaki, foram imediatamente colocadas sob alerta de tsunami após o terremoto, com ordens de evacuação emitidas nas prefeituras de Ishikawa, Niigata, Toyama e Yamagata. O terremoto desencadeou um grande alerta de tsunami, o primeiro desde o terremoto de Tōhoku em 2011. A emissora pública NHK afirmou que ondas de tsunami de 5 metros (16 pé). poderiam ser esperadas, embora ondas muito menores tenham chegado mais tarde. O Centro de Alerta de Tsunami do Pacífico disse que ondas perigosas de tsunami eram possíveis dentro de 300 km (190 milhas) do epicentro.
As ordens de evacuação abrangeram 62 000 pessoas, com 1 000 evacuados encontrando abrigo na base da Força Aérea de Autodefesa do Japão em Wajima, na prefeitura de Ishikawa. O grande alerta de tsunami foi posteriormente rebaixado para alerta de tsunami às 20h30, cerca de quatro horas após o terremoto. Esses alertas de tsunami foram posteriormente rebaixados para avisos, que acabaram sendo suspensos às 10h01 do dia 2 de janeiro, cerca de 18 horas após o terremoto.

## Impacto

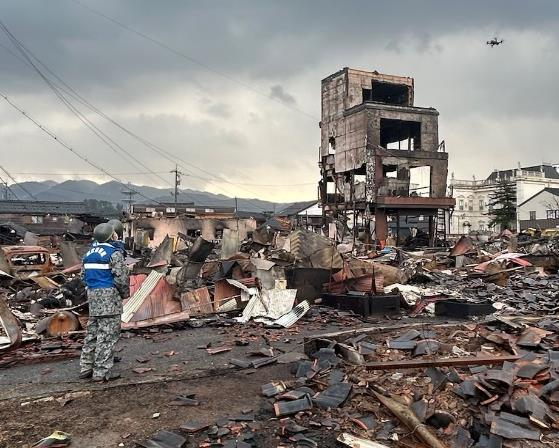
Wajima após o terremoto e incêndio

Todas as 48 mortes registradas foram em Ishikawa e atribuídas ao desabamento de casas. Vinte pessoas morreram em Suzu, 19 em Wajima, cinco em Nanao, duas em Anamizu, e uma cada em Hakui e Shika. Cento e nove pessoas também ficaram feridas em sete prefeituras.

## Respostas
O primeiro-ministro Fumio Kishida anunciou a criação de um centro de emergência especial para recolher e divulgar informações sobre o terramoto e o tsunami. O ministro da Defesa, Minoru Kihara, ordenou que as Forças de Autodefesa do Japão (FAJ) ajudassem nos esforços de resgate. Mais tarde, anunciou o envio de 1 000 funcionários da FAJ para a região afetada, com outros 8 500 de prontidão. Cerca de 20 aeronaves FAJ também foram enviadas para avaliar os danos.
As companhias de energia elétrica de Kansai, de Tóquio e de Hokuriku disseram que estavam inspecionando suas usinas nucleares em busca de anormalidades. Tanto as Companhias de Energia Elétrica de Kansai quanto de Hokuriku disseram mais tarde que nenhuma anormalidade foi relatada, com os reatores da Usina Nuclear de Shika, na província de Ishikawa, fechados para inspeções no momento do sismo. A Autoridade Japonesa de Regulação Nuclear também não encontrou irregularidades nas centrais eléctricas ao longo da costa do Mar do Japão. A Companhia de Energia Elétrica de Hokuriku também desligou dois geradores em sua usina termelétrica Nanao Ota, em Nanao.
Os serviços Shinkansen foram suspensos nas partes central e oriental do Japão após o terremoto, deixando pelo menos 1 400 passageiros presos a bordo de quatro trens paralisados durante onze horas. Entre os que ficaram presos nos serviços do trem-bala estava o embaixador da Geórgia no Japão, Teimuraz Lezhava. Os serviços ferroviários locais também foram interrompidos por até 24 horas após o terremoto, deixando cerca de 1 400 passageiros presos a bordo dos trens expressos. Várias rodovias importantes nas áreas afetadas também foram fechadas.
Todos os voos das companhias Nippon Airways e Japan Airlines foram cancelados para as prefeituras de Toyama, Ishikawa e Niigata. Na manhã de 3 de janeiro, a Japan Railways retomou parcialmente os serviços, no entanto, algumas linhas locais permaneceram suspensas. O Ministério da Terra, Infraestruturas, Transportes e Turismo (MTITT) confirmou que o Aeroporto de Noto permanecerá fechado até 4 de janeiro, com a retomada dos serviços permanecendo por tempo indeterminado.
As prefeituras de Ishikawa, Niigata, Toyama e Fukui solicitaram apoio financeiro para 47 municípios ao abrigo da Lei de Ajuda a Desastres, segundo a qual se espera que o governo nacional cubra cinquenta a noventa por cento das despesas com resposta a desastres e reabilitação. O Ministério da Saúde japonês também instruiu os hospitais a oferecerem cobertura de seguro de saúde aos pacientes afetados pelo sismo, incluindo aqueles sem certificados de seguro. As autoridades da prefeitura de Ishikawa abriram uma linha de ajuda por correio eletrônico para ajudar os residentes e turistas afetados.

## Reações
A aparição anual do Imperador Naruhito ao público no Ano Novo, em 1º de janeiro, foi cancelada devido ao terremoto. 

## Consequências
Na noite de 2 de janeiro, ocorreu uma colisão entre uma aeronave da Guarda Costeira do Japão que transportava ajuda humanitária às vítimas do terremoto em Niigata e o avião do voo 516 da Japan Airlines do Novo Aeroporto de Chitose, no aeroporto de Haneda, em Tóquio, causando um incêndio a bordo de ambas as aeronaves. Todas as 379 pessoas a bordo do avião JAL foram evacuadas, mas 17 ficaram feridas.  O capitão do avião da Guarda Costeira escapou com ferimentos graves, enquanto os cinco tripulantes restantes morreram. 